# 金红铁路
金红铁路是中华人民共和国广西的一条地方铁路，连接黔桂铁路金城江站与环江县的上朝站。在普洛站分出洛茂铁路。金红线的终点上朝站距红山煤矿8公里，由于地处高山峡谷之中两地标高相差300余米，需要用缆车把煤炭运到上朝站的集煤仓。这项缆车运输的设备与运营也属于金红铁路的一部分。

## 历史
建设金红铁路的目的是为了沿线煤炭外运。1969年初建设红茂矿务局，机关驻环江县洛阳镇，煤田跨广西环江县北部和贵州省荔波县东南部。1969年2月7日，为解决“北煤南运”的煤炭短缺问题，广西自治区成立6927工程指挥部，建设黔桂铁路金城江站到桂北的罗城矿务局、红茂矿务局的煤炭外运支线。1969年12月柳州铁路局完成金红铁路的设计。1969年12月成立红山矿务局筹建处革命委员会。1970年2月自治区决定从玉林、南宁、河池、桂林、梧州地区抽调4.7万民工，由广西6927工程指挥部负责修筑金红铁路专用线。1970年4月，在国家计划委员会、煤炭工业部帮助下，桂黔两省区达成协议，贵州省革命委员会生产指挥部发出《关于荔波煤田划归广西壮族自治区勘探开采的通知》。1970年5月自治区决定成立“河池钢铁煤会战指挥部”，红山矿区五对矿井总规模90万吨。1971年5月金红铁路建成通车，全长93.7公里，正线长82.5公里。广西自治区共投资6351万元。产权属红茂矿务局，由柳州铁路局代管营运。
1972年自治区革命委员会批准红山矿务局改为红茂矿务局管辖红山、茂兰两矿区。从普洛站呈“丫”形通往红山矿区(上朝)和茂兰矿区(更班)；矿务局本部至金城江38公里，至红山(上朝)42.5公里，至茂兰(更班)55.6公里。红茂煤田含煤地层为下石炭统大塘阶寺门段，煤田分别由红山矿区、茂兰矿区、明伦矿区组成。1977年矿务局矿建工程处获全国煤炭工业学大庆赶开滦会议和自治区工业学大庆会议授予先进集体称号。1985年末，红茂矿务局职工10025人。累计探明储量：红山矿区3226.1万吨、茂兰矿区31389.6万吨；保有储量：红山矿区2420.9万吨、茂兰矿区30976.6万吨。
1973年金红铁路开始临管运营。1998年初开始新建金城江西站，1999年4月开始运营。
2002年，随着煤炭资源竭尽，广西红茂矿务局宣告破产。
2004年6月11日，普洛至上朝的57001/57002次轨汽小客车停运。2004年9月1日，金城江西至平寨的8597/8598次混合旅客列车停运。同年10月，在金红线和洛茂线运用的蒸汽机车全部退役。蒸汽机车退役后，广西地方铁路有限责任公司购入东风4B型内燃机车，用于牵引本线及洛茂铁路的货运列车。因红茂矿务局破产关停，金红线货运量逐年下降。2014年，金红铁路全线已停止运营，其中雅脉-上朝区间钢轨已拆除。

## 技术
限制坡度：上行重车方向为15‰，下行方向20‰；最小曲线半径250米；股道有效长500-550米；钢轨43公斤/米。线路标准均按国铁干线III级标准设计。设计运输能力300万吨/年。使用臂板信号机。
1984年，管理段自行购置了解放型和建设型蒸汽机车。1999年，管理段在金城江西站建成机车专用线，机车出入库和整备作业都在金城江西站完成。2003年，投资300多万元的机车洗修库正式启用。2004年底，管理段投入资金2000多万元把金城江至平寨的正线全部更换水泥轨枕、加厚道床、更换部分钢轨，普洛至上朝段也进行整治，具备了内燃机车走行条件。2004年11月管理段购置了东风4B型内燃机车，车号7732-7735，采用酒红色涂装，搭配白色腰线。本线及洛茂线停运后这批机车全部转配柳州机务段。